# Pangeran Pekik
Pangeran Pekik (ou Prince Pekik) est un prince javanais mort en 1659. Fils du dernier duc de Surabaya (en), Jayalengkara,, il forcé à vivre à la court du Mataram après conquête de Surabaya par le sultanat (en). Il est exécuté en 1659 sur les ordres du roi du Mataram, Amangkurat Ier qui le suspecte de conspirer contre lui.

## Famille et ancêtres
Pangeran Pekik est né dans la famille régnante du duché de Surabaya (en). Son père, Jayalengkara, est duc de Surabaya jusqu'à sa conquête par le sultanat de Mataram (en) en 1625. La maison de Surabaya prétend descendre de Sunan Ampel (1401-1481), l'un des « Neuf Saints » (ou Wali Sanga) crédités de la propagation de l'islam à Java,,. Cependant, l'historien néerlandais H. J. de Graaf (en) écrit qu'il n'y a aucune preuve de cette affirmation, bien qu'il juge probable que la famille régnante ait des liens de parenté distants avec Sunan Ampel,.

## Biographie

### Chute de Surabaya
Lors de la campagne de conquête de Subaraya par le Mataram (1619-1625), le duc, père de Pekik, est déjà âgé et aveugle. Pekik est alors l'un des chefs des forces de défense et mobilise les alliés de Subaraya contre le Mataram. Après plusieurs années de guerre, Surabaya se rend en 1625 ; Pangeran Pekik est alors contraint à l'exil et mène une vie d'ascète auprès de la tombe de Sunan Ngampel-Denta près de Surabaya,,.

### À la cour du Mataram
En 1633, le sultan du Mataram Agung rappelle pangeran Pekik d'Ampel. Pekik épouse la sœur d'Agung et vit alors à la cour, tandis que le fils et héritier d'Agung (plus tard Amangkurat Ier) épouse la fille de Pekik. Selon l'historien H. J. de Graaf, il « œuvre beaucoup pour civiliser la cour » du Mataram. Il importe la culture de la cour de Surabaya, qui fut un centre de la culture et de la littérature islamique javanaise depuis la seconde moitié du XVIe siècle, à la cour relativement nouvelle du Mataram. La décision d'Agung d'instituter le calendrier javanais (en) est probablement le résultat de l'influence de Pekik.

### Campagne contre Giri
En 1636, Pekik reçoit l'ordre du sultan Agung de mener une armée du Mataram à la reconquête de Giri,. Giri est un site saint devenu un centre d'opposition au Mataram et dirigé par des hommes religieux qui tracent leur lignée jusqu'à Sunan Giri (en), l'un des « Neuf Saints » (ou Wali Sanga) ayant propagé l'islam à Java. Agung hésite d'abord à l'attaquer, craignant peut-être que ses hommes refusent de se battre comme les hommes saints de Giri. La réputation de Pekik et la relation de sa famille à la lignée de Sunan Ampel, un wali supérieur à Sunan Giri, lui donnent finalement la légitimité de mener sa campagne et lui assure la loyauté de ses hommes. La ville fortifiée de Giri est prise par les troupes du Mataram dirigées par Pekik en 1636.

### Règne d'AmangkuratIeret assassinat
Le sultant Agung meurt en 1646 et est remplacé par Amangkurat Ier, marié à l'une des filles de Pekik. Vers 1649, elle meurt peu après avoir donné naissance à leur troisième enfant, qui est alors désigné prince héritier (il deviendra plus tard le roi Amangkurat II). En 1659, Amangkurat Ier suspecte pangeran Pekik de diriger une conspiration contre sa vie. Pekik et ses proches, dont ceux vivant toujours à Surabaya, sont alors tués sur ordres d'Amangkurat.
Le massacre de la famille de Pekik, l'une des plus importantes familles princières de l'est de Java, créé un fossé entre Amangkurat et ses sujets de la région. Il déclenche également un conflit avec son fils, le prince héritier, proche de son grand-père maternel Pekik, et le reste de sa belle-famille,.